# Moisés José Azize
Moisés José Azize (en árabe: موسى يوسف عزيزة‎ Musa Yussef Aziza; Hama, Siria Otomana, 1 de enero de 1892 – Buenos Aires, Argentina, 17 de noviembre de 1973) fue un empresario y filántropo argentino, referente de la colectividad sirio-libanesa de Argentina.

## Biografía
Nació el 1 de enero de 1892 en Hama, entonces parte del eyalato de Siria en el Imperio Otomano, en el seno de la numerosa comunidad ortodoxa greco-antioquena local. Al emigrar a Argentina junto a su familia, se instaló primariamente en Santiago del Estero, donde empezó con su actividad comercial, que luego expandió a Santa Fe, Córdoba y Buenos Aires, adonde se trasladaría la casa matriz, bajo la firma «Azize Hermanos».

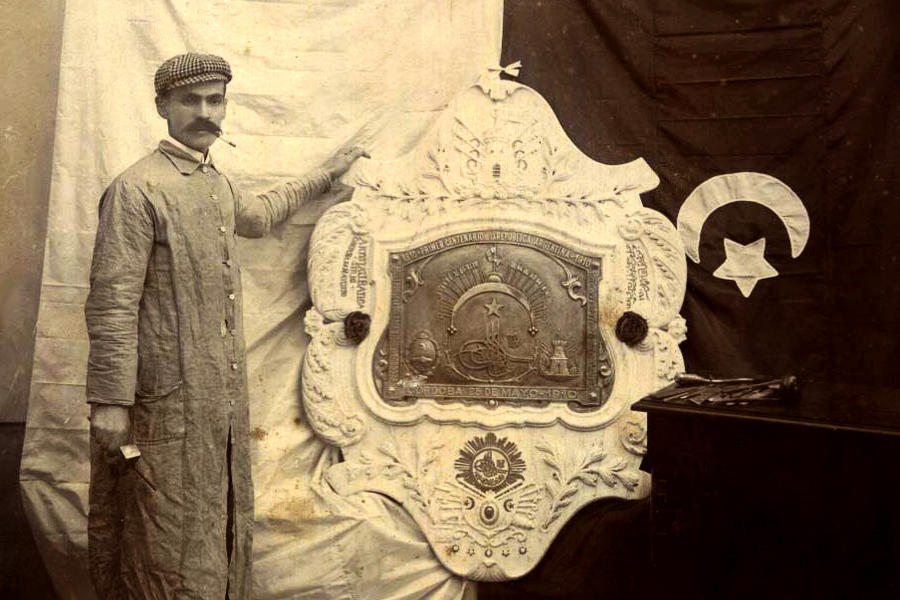
Jorge Batica junto a la Placa Árabe del Centenario (Córdoba, 1910).

Para el Centenario de la Revolución de Mayo, organizó y financió junto a la comunidad sirio-libanesa instalada en Córdoba la entrega de una placa de plata engarzada en mármol esculpido al gobernador Félix Garzón, en un acto que fue precedido por un desfile en carrozas y a pie, del que participaron todas las colectividades extranjeras radicadas en la provincia; muchos ataviados con trajes típicos, según se lee en las crónicas de la época. La placa, obra del artista sirio radicado en Argentina Jorge Batica, fue colocada en el Hall de Honor de la entonces Casa de Gobierno, donde actualmente se encuentra, en lo que es el Espacio Cultural Museo de las Mujeres de la ciudad de Córdoba. Azize citaría dicho acto en su vejez como un «testimoniando a las generaciones que los árabes han sido amantes del país desde sus primeros pasos, que ellos no dejan minorías molestas, que su incorporación es total.»
En 1917 fue la primera vez que la comunidad sirio-libanesa fue llamada en un documento oficial como «siria» en vez de «turca», en ocasión de un acto organizado por el entonces jefe de policía de Santiago del Estero. El mismo estaba dirigido a Azize en su carácter de miembro de la colonia Syria. Así, las palabras «sirio», «libanés», «levantino» y «árabe» desplazarían al equívoco «turco», aplicado indistintamente a árabes, sirios, libaneses, sefardíes, armenios, griegos y demás comunidades que habían ingresado al país con pasaportes emitidos por el Imperio Otomano.
En 1919 conformó «Azize Brothers Corporation Inc.» en Nueva York, luego rebautizada «Dominion Textils Mills Inc.» para adaptar su nombre a los usos locales. De regreso a Argentina, fundó en sociedad con los hermanos Moisés y Salomón Buzader la firma «Azize, Buzader & Cía.», la cual adquirió extensiones de campo en el Neuquén para la cría de ganado ovino.
A medida que la comunidad sirio-libanesa florecía empresarialmente, surgía la necesidad de operar a crédito, al que les era muy difícil acceder en los bancos. Motivado por ello, Azize fundó el Banco Sirio-libanés del Río de la Plata el 30 de abril de 1925. Su casa central estaba en Bartolomé Mitre 343 y era obra del ingeniero Cirilo Nassif. Fue el primer banco asociado a la inmigración levantina en América Latina. El mismo tuvo como cofundadores y directivos también a sirio-libaneses de origen judío, como su vicepresidente José Jorge; y continuó teniendo clientes sefardíes incluso luego de la primera guerra árabe-israelí. Fue presidido en la mayor parte de sus cuarenta años de existencia por su fundador, quien renunció a su cargo en 1964 al oponerse a que el banco -que por disposición expresa de Azize en sus estatutos destinaba un porcentaje de sus ganancias a obras de beneficencia- fuera enajenado, manifestando estar dispuesto a donar todas sus acciones al Hospital Sirio-libanés con tal de evitar que el banco cambiara de nombre. Finalmente, pasó a llamarse Banco del Crédito Rural Argentino.
Contribuyó a la edificación de la Catedral de San Jorge, la primera iglesia del Patriarcado Griego Ortodoxo de Antioquía en Buenos Aires, y desde 1926 hasta 1936 fue Secretario General del Consejo Administrativo Ortodoxo.
Fundó y presidió el Patronato Sirio-libanés de Protección al Inmigrante en 1928 para socorrer a los inmigrantes que tenían problemas para ingresar al país, pues la Constitución promovía la inmigración estrictamente europea y no la del Levante. El entonces presidente de la Nación, Hipólito Yrigoyen, manifestó que «aceptaba gustoso» la presidencia honoraria de dicha institución, probablemente -según Klich- en compensación hacia los sirio-libaneses que habían apoyado su reelección, aglomerados en la Agrupación Descendientes de Sirio-libaneses Pro Candidatura Dr. Hipólito Yrigoyen; dirigida por Gabriel Kairuz y Alberto Yomha. Tras cuatro años de tratativas, consiguió que el ministro de Agricultura Antonio de Tomaso -bajo cuyo ministerio funcionaba la Dirección de migraciones- concediera a los inmigrantes de origen levantino los mismos beneficios que recibían los de procedencia europea.

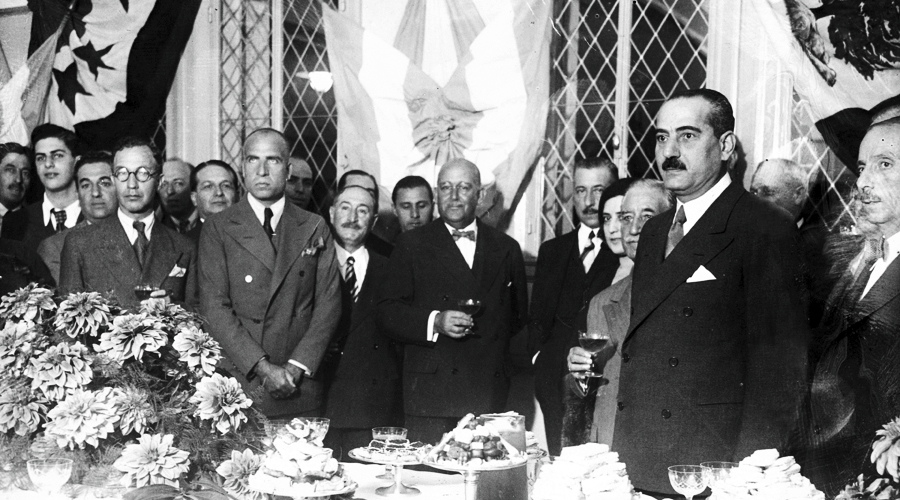
En la inauguración del Colegio Sirio-libanés (1933), con la presencia del presidente Agustín P. Justo.

Empezó las tratativas en 1927 para fundar el Colegio Sirio-libanés, a cuya inauguración en 1933 acudieron el presidente Agustín P. Justo, el vicepresidente Julio Argentino Roca (h), el ministro de Justicia Manuel de Iriondo, el presidente de la cámara baja Juan Félix Cafferata, autoridades religiosas, entre otros. Durante la misma, el presidente Justo brindó «por la colectividad sirio-libanesa, que tan elocuente muestra de cordialidad y simpatía ofrece al pueblo argentino», mientras que Iriondo declaró que «la Argentina recibe con los brazos abiertos a los sirio-libaneses, porque sabemos bien cómo retribuyen a la hospitalidad ofrecida desinteresadamente, y con qué tenacidad colaboran en el progreso común». Su secundaria estuvo bajo el rectorado de Horacio Beccar Varela y aceptaba a alumnos de cualquier credo y origen. El mismo funcionaba en el edificio que hoy corresponde a la Casa de Entre Ríos en Suipacha 842 y dejó de funcionar hacia 1935.

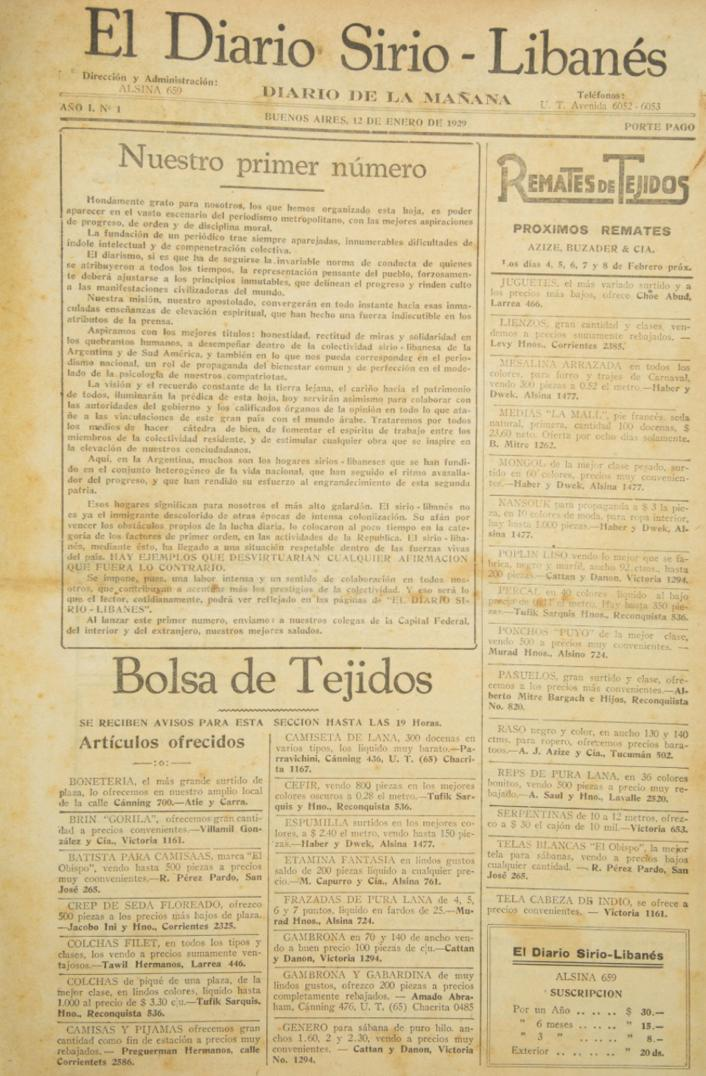
Primer número del Diario Sirio-libanés, del 12 de enero de 1929. A la derecha, un anuncio de Azize, Buzader & Cía.

Fundó el 12 de enero de 1929 el Diario Sirio-libanés, de interés general, que tenía alcance nacional y que inicialmente era de edición bilingüe. Al mismo, 165 instituciones de todo el país lo designarían su medio oficial de difusión. Al simultáneo, impulsó el programa radial La Hora Sirio-libanesa, transmitido en horarios centrales por diversas emisoras y que constituyó la primera emisión radial de una comunidad de habla árabe emigrada en el mundo y la única que se irradiaba con frecuencia diaria.
En el preludio de la contracción mundial del comercio de los años 30, constituyó en 1929 la Cámara de Comercio Sirio-libanesa, después llamada Cámara de Comercio Argentino-Árabe, para impulsar el comercio bilateral. Como medio de difusión de la misma, instituyó la revista financiera La Situación.
En 1931 inició la publicación cultural la Revista Oriental, de gran calidad artístico-gráfica y de edición bilingüe, orientada a la poesía árabe. Ofreció una velada en el Teatro Colón en 1932, con la presencia del presidente Agustín P. Justo, de todo su gabinete y de personalidades culturales, también en homenaje a la poesía árabe. En 1931 escribió el prefacio del diwan En el Altar de la Patria (en árabe: ديوان على مذبح الوطنية‎ ‘Ala madhbah al-wataniyya), de Elías Konsol; colaborador suyo en el Diario Sirio-libanés. 
El Club Sirio-libanés «Honor y Patria», de considerable actividad social, cultural y deportiva, fue fundado por Azize el 27 de mayo de 1932. Mediante el mismo, patrocinó centenares de obras de bien público y lo presidió durante 32 años. El club se fusionaría con otras instituciones, como la Juventud Homsiense y la Sociedad Al-Akariat de Beneficencia, para conformar el Club Sirio-libanés de Buenos Aires.
Estableció los Servicios Médicos Sirio-libaneses, con consultorios externos de atención gratuita. Asimismo, colaboró con las obras de edificación del Hospital Sirio-libanés, cuya comisión lo designó asesor permanente.
En 1938 apoyó la candidadura presidencial de Roberto Marcelino Ortiz. En ese mismo año, el escritor César Tiempo le solicitó su intervención para conseguir un visado para un hermano del actor José Maurer; dado que a la sazón el Estado argentino era renuente a emitir visados para judíos.
En 1938 importó de Siria obras de Derecho Oriental, que donó al Colegio de Abogados de Buenos Aires para incrementar su bibliografía de derecho internacional y de derecho comparado. Por otro lado, también realizó donaciones a la Biblioteca Nacional. En 1964, donó al Jockey Club de Buenos Aires, del que era socio, un Diccionario Español-Árabe-Latín, editado en España en 1747 y del que sólo se conocen en la actualidad dos ejemplares en el mundo.
En su edición del 15 de junio de 1943, el periódico Azzaubaha (El Ciclón) -órgano del PSNS en Argentina y en el que el Banco Sirio-libanés abonaba publicidad- apuntó contra Azize y el diputado radical por Santiago del Estero Rosendo Allub por arrojarse la representación de todos los sirio-libaneses argentinos en una reunión con los entonces jefes de Estado.
En 1947 se opuso a la división étnica de Palestina en dos Estados distintos, aunque nunca se manifestó formalmente contra la migración judía hacia la zona.
Fundó y presidió el Círculo de Confraternidad Interamericana y la filial argentina de All People's Association; además, fue vocal del Palacio de la Cultura Americana y socio de la Unión Social Americana. En el Instituto Económico Interamericano, se desempeñó como subdirector general de «Estudio de la Economía Interamericana: Cambios y Régimen Recíproco». Fue presidente de la Asociación Argentina Pro-Arte Juvenil, fundador y vicepresidente del Instituto Cultural Argentino-Hispano-Árabe, vicepresidente de la Filarmónica Santa Cecilia, tesorero de la Filarmónica Metropolitana, miembro fundador y vocal del Instituto Argentino de Estudios Orientales, consejero honorario de la Asociación Cultural del Levante, miembro honorario de la Liga Esperantista Argentina, del Instituto Cultural Argentino-Mexicano y del Salón de Artes y Letras Argentino-Uruguayo. También fue miembro del directorio de la Junta Argentina de Aviación y de la Biblioteca Argentina para Ciegos.
Fue miembro de la comisión de honor de la Cruz de Ayuda Gaucha y socio vitalicio de la Asociación Cristiana de Jóvenes, del Museo Social Argentino, del Tiro Federal Argentino, de la Casa de Galicia, del Club de Regatas La Marina, de la Asociación Deportiva del Comercio y la Industria y del Círculo de la Prensa. También fue socio del Club Hípico Argentino, del Club de Gimnasia y Esgrima, del Club de Regatas América y de otras instituciones de Buenos Aires y del Interior.
Varias entidades lo nombraron presidente honorario: el Club «Honor y Patria», la Sociedad Sirio-libanesa de Beneficencia de Banfield, el Centro Ortodoxo de Mendoza, la Juventud Sirio-libanesa de La Rioja, el Centro Recreativo y Cultural de la Juventud Árabe de Tartagal (Salta), la Unión Sirio Libanesa de Embarcación (Salta), la Reacción Siria de Beneficencia de Banfield, la Sociedad Sirio-libanesa de Santiago del Estero, el Club Atlético Sirio-libanés de Buenos Aires y la Juventud Sirio-libanesa de Jujuy. Fue miembro honorario de la Sociedad Sirio-libanesa de Asunción en Paraguay, del Club Social Sirio de La Quiaca y de la Sociedad Sirio Libanesa de Tucumán.
Hizo donaciones y contribuciones a numerosas instituciones, como el Asilo de Niños Ramón L. Falcón, el Hospital Sirio-libanés, la Biblioteca Gral. San Martín de Santiago del Estero, Asistencia Social del Cardíaco, el Círculo Católico de Obreros, la Asociación Catamarca, a las víctimas de la catástrofe del Riachuelo de 1930, la Biblioteca Circulante Sarmiento, a las víctimas de las inundaciones de Mendoza de 1934, la Comisión Pro-Reconstrucción de la Casa Sirio-libanesa de San Juan (1944), la Confederación Social Americana y otras.
En Siria, colaboró con la Campaña Pro-Aviación Siria y con el Comité Pro-Damnificados de inundaciones y financió la construcción de un club en Hama para la comunidad cristiana greco-ortodoxa de esa ciudad.

## Legado
Azize tuvo como motivación constante en su obrar, además del emprendeurismo que lo caracterizaba, la forma despectiva en la que era, muchas veces, tratado el inmigrante sirio-libanés, del que promovió su integración total a la sociedad. Al respecto, se le conservan las siguientes citas:

Trabajar incansablemente para alcanzar una posición económica, a la vez que ocupar todo el resto del tiempo para realizar mis sueños respecto a nuestra situación como colectividad: elevar el nivel moral y espiritual de nuestra gente y hacer comprender a los habitantes del país que somos buenos, trabajadores, honestos, y por sobre todo, amantes de la Argentina, en donde la libertad es patrimonio de todos.

Hay una analogía abstracta, puro espíritu, floreciendo en la personalidad de argentinos y de árabes: prosapia de raza, orgullo de casta, blasón de familia.

Ejemplo de ello es el intento de 1910 del senador nacional Manuel Láinez de presentar un proyecto de comunicación al Poder Ejecutivo para redactar un anteproyecto de modificación de la ley migratoria, durante el que realizó una agresiva descalificación de los inmigrantes entonces llamados siro-otomanos. Solo el senador por La Rioja Joaquín V. González pidió la palabra para refutarlo. Por otro lado, también constan pedidos de la prensa de ese entonces de limitar la inmigración del Imperio Otomano y fallas en la metodología oficial para censar correctamente a la comunidad árabe. Figuras públicas como Arturo Capdevila y Silvano Santander por su parte harían apología de la migración levantina. Dieciocho años después de la intervención de Láinez, el presidente Hipólito Yrigoyen «aceptaba gustoso» la presidencia honoraria del Patronato Sirio-libanés de Protección al Inmigrante y ya en los años 30 el presidente Agustín P. Justo asistía a la inauguración del Colegio Sirio-libanés y a una gala en el Teatro Colón en homenaje a la poesía árabe, mientras que los inmigrantes del Levante ingresaban al país en igualdad de condiciones a los de Europa. Para la presidencia de Juan Domingo Perón en 1948, 25 de los 200 de los diputados peronistas en el Congreso ya eran de origen sirio-libanés; en especial los que representaban a las provincias del Noroeste y Cuyo. En ese mismo año, se contabilizaban 300 fábricas y 18.000 comercios propiedad de sirio-libaneses. Aunque Azize fue políticamente neutral desde mediados de los años 40 en adelante, su labor no fue menor en cambiar la imagen de los sirio-libaneses de simples vendedores ambulantes (mercachifles en lunfardo) a miembros influyentes y respetables en la sociedad.
Siempre tuvo un profundo agradecimiento hacia su patria adoptiva. Al respecto, dijo en una oportunidad: 

Hay una vieja costumbre árabe de dar hospitalidad a todo viajero que la solicite y a quien no se le pide ninguna explicación por el término de tres días. En una oportunidad el señor de una región se enteró de que el más bello caballo de todo su territorio era propiedad de un pobre campesino cuya única fortuna era ese animal magnífico del cual no quería desprenderse a ningún precio. Envió entonces a tres emisarios suyos a fin de convencer al campesino de la conveniencia de venderle ese ejemplar. Los enviados llegaron y sin decirle al dueño de casa sus intenciones, le pidieron su albergue. Este de inmediato accedió al pedido y como pasados tres días los visitantes no expresaron el móvil de su visita, el dueño de casa pudo inquirírselo. «Venimos de parte del Rey a comprarte el caballo». Turbóse el pobre hombre y contestó: «Señores: como cuando llegasteis nada tenía para ofreceros, sacrifiqué el caballo para serviros de comer». Así es la hospitalidad como la entienden los árabes. Esa es la hospitalidad que recibimos los árabes en la Argentina.

Azize fue condecorado por la República Árabe Siria en tres oportunidades, por la República del Líbano en una y por Francia con la Orden Oeuvre Humanitaire en el Grado de Gran Cruz.
El escritor Ricardo Victorica, en referencia al poema El hombre mil de Rudyard Kipling, dijo de Azize: «Ese hombre mil que él juzga tan difícil de hallar y que personifica al amigo sincero, yo he tenido la suerte de encontrarlo en el largo bregar de mi existencia, en Moisés José Azize, todo espontaneidad, tanto en la acción como en el pensamiento» (15 de mayo de 1943). El colombiano Germán Arciniegas le manifestó «el testimonio de mi admiración y amistad para quien tanto ha hecho por el bien de la colectividad sirio-libanesa, por el progreso de la Argentina y por la amistad de los países hispanoamericanos.» (21 de octubre de 1941). Por su parte, Alberto Vaccarezza le dedicó que «la laboriosa colectividad que Ud. tan noblemente representa hace honor a mi patria, y esa fue la razón fundamental por la que he tratado al árabe como a un verdadero gaucho» (14 de julio de 1941). El escritor de origen judeo-ucraniano naturalizado argentino César Tiempo le escribió: «Es usted un gaucho ejemplar y su hombría de bien comprometerá el reconocimiento de todos los que se le acerquen» (4 de mayo de 1939). Un leak de la embajada norteamericana de 1943 decía: «Moisés J. Azize, dueño del mencionado diario (en referencia al Diario Sirio-libanés) y presidente del Directorio del Banco Sirio-libanés del Río de la Plata, es el líder indiscutido de la colectividad sirio-libanesa de Buenos Aires.» («Moisés J. Azize, owner of the above-mentioned newspaper, and president of the ‘Banco Siriolibanés del Río de la Plata’ (Syro-Lebanese Bank), is the undisputed leader of the Syro-Lebanese Community in Buenos Aires.» Report N.º 10087 – Central Information Office, enviado al Secretario de Estado, Washington)
A partir de 1966, se retiró de toda actividad pública. Sin embargo, los sucesos de Medio Oriente perturbaron la tranquilidad de su retiro. La muerte lo sorprendió a edad avanzada, cuando estaba abocado a sus vocaciones filantrópicas, atendiendo a los numerosos pedidos que recibía.

## Fundaciones
- Banco Sirio Libanés del Río de la Plata
- Patronato Sirio Libanés de Protección al Inmigrante
- El Diario Sirio Libanés
- El Boletín
- La Revista Oriental
- Cámara de Comercio Sirio Libanesa en la República Argentina  (hoy Argentino-Árabe)
- Revista La Situación
- Club Honor y Patria
- Colegio Sirio Libanés
- La Hora Sirio-Libanesa, audición radial de emisión diaria
- Círculo de Confraternidad Interamericana
- All People’s Association, filial Argentina
- Instituto Cultural Argentino-Hispano-Árabe
- Centro de los Hamauenses en la Argentina
- Servicios Médicos Siriolibaneses

## Presidencias
- Asociación Juvenil de Pintores Argentinos
- Comisión Siriolibanesa de Homenaje al Tte.Gral. Julio A. Roca
- Asociación Argentina Pro-Arte Juvenil
- Comisión Siriolibanesa de Homenaje al Presidente Agustín P. Justo
- Consejo Administrativo Ortodoxo, Buenos Aires
- Hogar Policial de la Comisaría 15.ª
- Comisión Pro-Movilidad de la Comisaría 1.ª
- Olimpíadas Sirio Libanesas de Buenos Aires (Presidente del Jurado)
- Comisión de Homenaje al Dr. Antonio de Tomaso

## Presidencias honorarias
- Sociedad Sirio Libanesa de Santiago del Estero
- Club Atlético Sirio Libanés de Buenos Aires
- Centro Ortodoxo de Mendoza
- Sociedad Sirio Libanesa de Banfield
- Centro Recreativo Cultural de la Juventud Árabe de Tartagal (Salta)
- Club Atlético Unión Sirio Libanesa de Embarcación (Salta)
- Sociedad Juventud Sirio Libanesa de La Rioja
- Sociedad La Reacción Siria de Beneficencia de Banfield
- Club “Honor y Patria”
- Club Social Sirio Libanesa de Jujuy

## Membresías honorarias
- Instituto Cultural Argentino-Mexicano
- Salón de Artes y Letras Argentino-Uruguayo
- Asociación Interamericana de Artes y Letras
- Comité Femenino de Afirmación Democrática y Defensa Argentina
- Ateneo Femenino de la Juventud
- Asociación Damas Argentinas Pro-Tradiciones Patrias
- Sociedad Sirio Libanesa de Asunción (República del Paraguay)
- Club Social Sirio de La Quiaca (Jujuy)
- Sociedad Sirio Libanesa de Tucumán
- Centro Cultural Sirio-Libanés de Gualeguaychú  (Entre Ríos)

## Socio honorario
- Círculo Social Sirio Libanés de Buenos Aires
- Caja de Socorros para Vendedores de Diarios
- Asociación Cultural el Levante
- Unión Social Americana
- Biblioteca Argentina Circulante Sarmiento

## Miembro de Directorios
- Instituto Argentino de Estudios Orientales (Miembro fundador)
- Filarmónica Santa Cecilia (Vicepresidente)
- Filarmónica Metropolitana (Tesorero)
- Los Amigos de la Ciudad
- Biblioteca Argentina para Ciegos
- Instituto Económico Interamericano
- Junta Argentina de Aviación
- Museo Social Argentino
- Palacio de la Cultura Americana
- Liga Esperantista Argentina
- Congreso Argentino de Esperanto
- Comisión de Honor de la Cruz de Ayuda Gaucha
- Periódico “Crónica Policial” (Director)

## Sociedades
- Jockey Club de Buenos Aires
- Asociación Cristiana de Jóvenes (vitalicio)
- Tiro Federal Argentino (vitalicio)
- Asociación Casa de Galicia (vitalicio)
- Club de Regatas La Marina (vitalicio)
- Automóvil Club Argentino (vitalicio)
- Asociación Deportiva del Comercio y la Industria (vitalicio)
- Círculo de la Prensa (vitalicio)
- Club Belgrano (vitalicio)
- Club Canottieri Italiani
- Club de Regatas América
- Club Hípico Argentino
- Club de Gimnasia y Esgrima
- Club El Libro del Mes
- Club Español
- Club Atlético Comercio
- Touring Club Argentino
- Bolsa de Comercio de Buenos Aires
- Asociación Argentina de Pesca
- Asociación Argentina de Música de Cámara
- Asociación Pro Juicio Oral
- Peña El Fogón